# ゲリット・ツィッターバルト

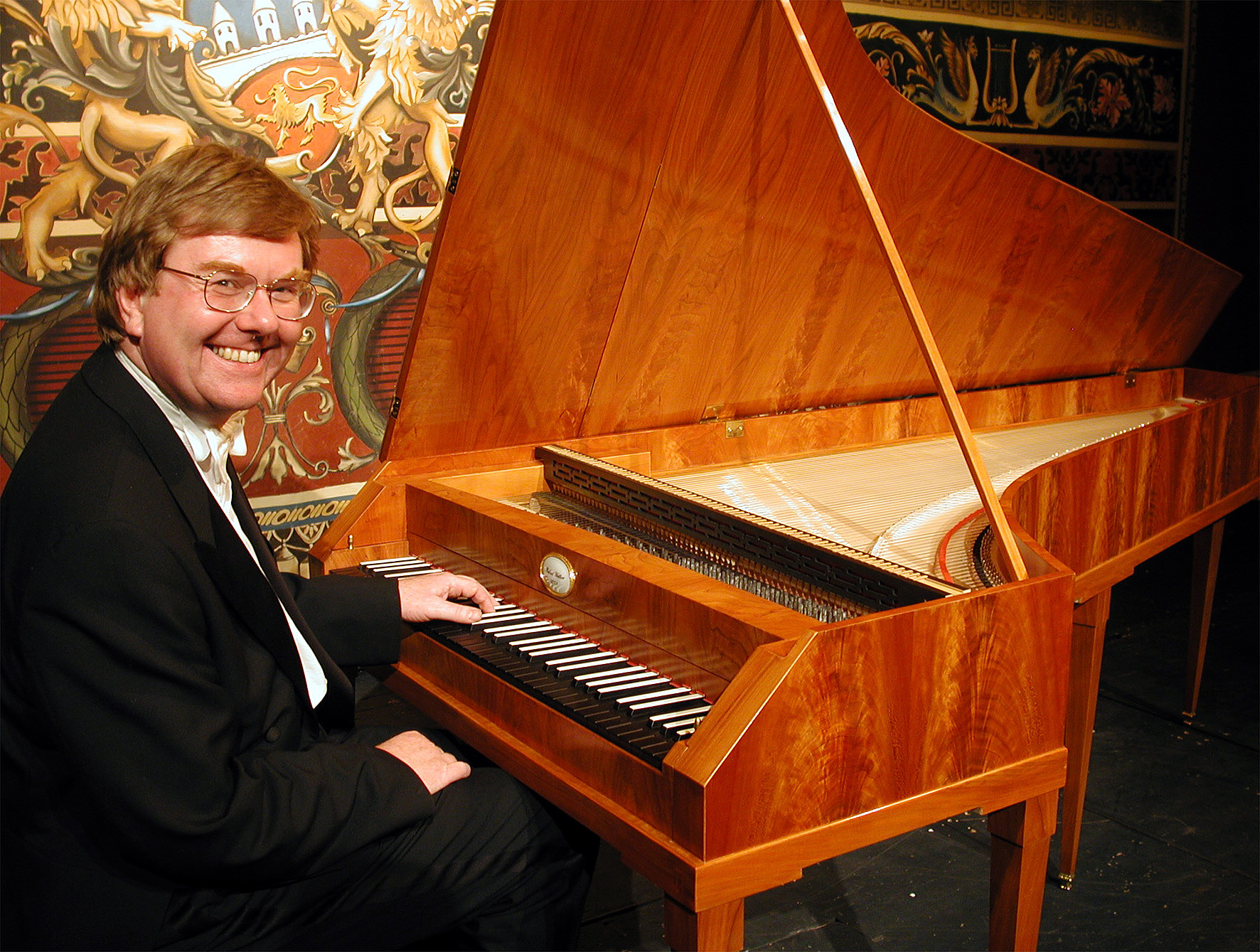

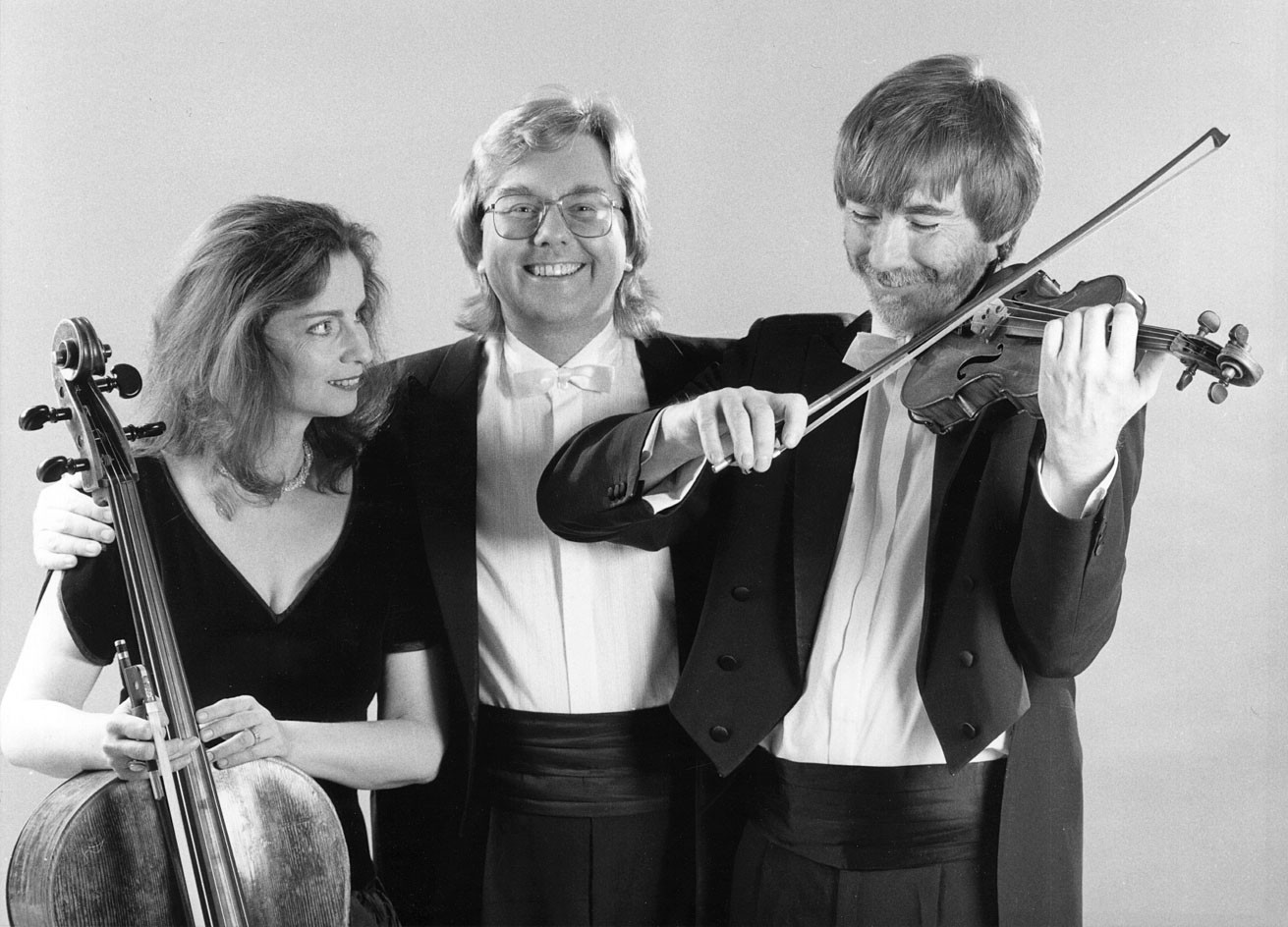

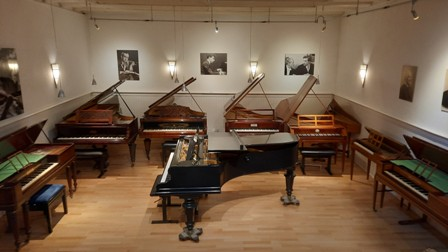
使ったピアノ

ゲリット・ツィッターバルト（Gerrit Zitterbart, 1952年5月9日 - ）は、ドイツ出身のピアノ奏者。
ゲッティンゲンの生まれ。エリカ・ハーゼ、カール・エンゲル、ラヨシュ・ロヴァートカイ、ハンス・ライグラフ、カール・ゼーマンやステファン・アスケナーゼの各氏にピアノを師事。1976年にはヴァイオリン奏者のウルリヒ・ビーツとチェロ奏者のビルギット・エリクソンとでアベッグ三重奏団を結成した。1999年からヴァイオリン奏者のマティアス・メッツガーともデュオを組んだ。
1981年からハノーファー音楽演劇大学で教鞭をとる。

## 註
1. ↑  “Prof. Gerrit Zitterbart”. 2017年4月18日時点のオリジナルよりアーカイブ。2017年4月18日閲覧。

| スタブアイコン | サブスタブ | この項目は、まだ閲覧者の調べものの参照としては役立たない、音楽関係者（バンド等）に関連した書きかけの項目です。この項目を加筆・訂正などしてくださる協力者を求めています（P:音楽/PJ:芸能人）。 |